# Napoléon Louis Bonaparte
Napoléon-Louis Bonaparte (11 tháng 10 năm 1804 - 17 tháng 3 năm 1831) là vị vua thứ 2 của Vương quốc Holland, với vương hiệu Louis II (tiếng Hà Lan: Lodewijk II), nhưng ở ngôi chưa đầy 2 tuần vào tháng 07/1810. Ông là con trai của Louis Napoléon Bonaparte (Vua Louis I của Holland) và mẹ là Vương hậu Hortense. Cha của ông là người cai trị đầu tiên của Vương quốc Holland (1806-1810), và là em trai của Hoàng đế Napoléon I, người đã sáng lập ra Đệ Nhất Đế chế Pháp, cũng là người đã trao ngai vàng của Holland cho cha ông. Mẹ của ông là con gái của Joséphine de Beauharnais, người vợ đầu tiên của Hoàng đế Napoléon. Em trai của ông, Louis-Napoléon, đã sáng lập ra Đệ Nhị Đế chế Pháp, phục hưng vương quyền của Nhà Bonaparte vào năm 1852 với đế hiệu Napoléon III.
Napoléon-Louis Bonaparte là hậu duệ của Vương tộc Bonaparte và Gia tộc Beauharnais, gọi Tử tước Alexandre de Beauharnais là ông ngoại, gọi Hoàng đế Napoleon là bác, nếu xét về vai vế của cha ông, nhưng sẽ gọi là ông ngoại nếu xét về vai vế của mẹ ông, vì bà Hortense là con riêng của vợ Hoàng đế Napoleon. Amélie xứ Leuchtenberg, vợ Hoàng đế Pedro I của Brasil; Joséphine xứ Leuchtenberg, vợ vua Oscar I của Thụy Điển; Auguste de Beauharnais, chồng Nữ vương Maria II của Bồ Đào Nha đều là anh em họ đời đầu của ông.

## Tiểu sử
Anh trai của Napoléon Louis là Napoléon Charles, qua đời năm 1807 khi mới 4 tuổi. Sau khi anh trai qua đời, Napoléon Louis trở thành Thái tử Hoàng gia của Vương quốc Holland, đồng thời ông cũng là cháu trai cả thứ 2 của Hoàng đế Napoleon, vào thời điểm đó hoàng đế vẫn chưa có bất cứ người con hợp pháp nào, và Louis có khả năng là người kế vị tiếp theo của bác mình. Ông mất địa vị thừa kế giả định này vào ngày 20/03/1811 khi người vợ thứ 2 của Hoàng đế Napoleon là Maria Ludovica sinh ra Napoléon François Joseph Charles Bonaparte, người được phong là Vua La Mã Đức và sau đó là Công tước xứ Reichstadt.
Năm 1809, Napoléon I bổ nhiệm ông làm Đại công tước Berg, một tước vị mà ông giữ cho đến năm 1813. Người giữ tước vị này trước đó là Joachim Murat.
Vào ngày 1 tháng 7 năm 1810, Louis I của Holland thoái vị khỏi ngai vàng để ủng hộ con trai mình là Napoléon Louis lên ngôi. Trong 9 ngày kể từ khi cha ông thoái vị và Vương quốc Holland bị thất thủ trước quân đội Pháp xâm lược vào tháng 7 năm 1810, Napoléon Louis trị vì với tước hiệu Lodewijk II, Vua Hà Lan.
Khi Napoléon I bị phế truất vào năm 1815 sau Trận Waterloo, Nhà Bourbon được phục hồi để trở lại nắm giữ ngai vàng nước Pháp. Napoléon Louis chạy trốn và sống lưu vong, nhưng những người ủng hộ Nhà Bonaparte chưa bao giờ từ bỏ ý nghĩ khôi phục lại Đế chế Napoléon.